# Magnus Cato
Jan Magnus Cato, född 30 juni 1967 i Härlanda, Göteborg, är en svensk tidigare handbollsspelare, främst vänstersexa.

## Karriär
Magnus Cato spelade under sin elitkarriär för Redbergslids IK i hemstaden Göteborg. Han var med om att vinna 4 SM-guld med klubben innan han bestämde sig för att sluta efter säsongen 1992/1993. Han var då bara 25 år och hade läst färdigt till civilingenjör på Chalmers. Handbollen gick inte att kombinera med en civil karriär.

## Landslagskarriär
Cato debuterade i landslaget 1988 och spelade sedan där i fem år. Första internationella framgången blev ett VM-guld 1990 i Tjeckoslovakien. Han spelade sedan också i OS 1992 i Barcelona, där han var med och blev olympisk silvermedaljör. Cato vann även ett VM-brons 1993 i Sverige. Totalt spelade Cato han 78 landskamper och gjorde 93 landslagsmål.

## Meriter
- 4 SM-guld med Redbergslid
- 1 VM-guld med Sveriges herrlandslag i handboll i Prag 1990.[5]
- 1 OS-silver med Sveriges herrlandslag i handboll i Barcelona 1992.
- 1 VM-brons med Sveriges herrlandslag i handboll i VM 1993.